# Die schönen Wilden von Ibiza
Die schönen Wilden von Ibiza ist ein deutsches Erotikfilmlustspiel aus dem Jahre 1980 von Sigi Rothemund alias Siggi Götz.

## Handlung
Kaum auf Ibiza angekommen, hat das junge, attraktive Liebespaar Mike und Susi Ärger am Hals. Ihr Hotelzimmer ist bereits belegt, und als sie nach einer Ersatzunterkunft suchen gehen, werden auch noch ihre Habseligkeiten mitsamt Reisekasse gestohlen. Bei einem langjährigen, schwulen Freund Susis finden die beiden zunächst eine Notunterkunft. Doch die als Strandvilla deklarierte Behausung erweist sich mehr als nur brüchig. Dennoch kann nun der Urlaub beginnen, und die beiden jungen Leute knüpfen rasch Anschluss an eine Strandclique, die titelgebenden „schönen Wilden von Ibiza“, zu denen sie nun auch zählen. Man macht Tag und Nacht Party, hat Spaß miteinander, tanzt und trinkt literweise Alkohol. Auch die Erotik kommt nicht zu kurz, und es kommt zu einem munteren Bäumchen-wechsle-dich-Spiel.
Bald aber sind Mike und Susi erneut ohne Dach überm Kopf, denn ein aufgebrachter Vater der jungen Wilden zündet den Hedonisten kurzerhand das Strandhäuschen an. Doch was soll’s! Hier ist Ibiza, Freude, Spaß und Sex bestimmt das sorglose Alltagsleben der Partywilligen zwischen Strand und Nachtbar, und da trübt ein abgefackeltes Häuschen nicht allzu lang die Stimmung ein. Die brennende Sonne von oben und die omnipräsente Dauerbeschallung durch Charthits jener Zeit wie „Funkytown“ von Lipps Inc. und „Play the Game“ von Queen leisten ihr Übriges, dass die gute Laune niemals vollständig verloren geht. Nach allerlei weiteren Ausschweifungen bekommen zum Happy End Mike und Susi auch noch ihr Geld zurück.

## Produktionsnotizen
Die schönen Wilden von Ibiza entstand auf der gleichnamigen Insel zwischen dem 16. Juli und dem 14. August 1980. Die Uraufführung fand am 17. Oktober 1980 im Freiburger Harmonie-Kino statt.
Die Herstellungsleitung hatte Wolfgang von Schiber, die Produktionsleitung Erich Tomek, der als „Florian Burg“ auch das Drehbuch verfasste. Klaus Haase sorgte für die Ausstattung, Rolf Albrecht entwarf die Kostüme.

## Kritiken
Das Lexikon des internationalen Films befand: „Unbeholfene Mischung aus Lustspiel und Krimi mit nur schwachen kritischen Ansätzen.“
Die Zeitschrift Filmecho/Filmwoche meinte: „Die übermäßig und dekorativ zur Schau gestellten blanken Busen und die knappsten Tangas diverser Schönheiten könnten einen ja schon fast dazu bringen, die Koffer zu packen und in Richtung Süden aufzubrechen.“